# Santa Margherita (Ala)
Santa Margherita (Santa Margarita in dialetto trentino) è una frazione del comune di Ala (TN), situata nella bassa Vallagarina, a nord di Ala sulla sinistra orografica del fiume Adige, con circa 1 000 abitanti.
Confina con le frazioni di Serravalle e Marani. Fu comune autonomo fino al 1928 quando venne soppresso e aggregato al comune di Ala.

Il paese è così chiamato in onore dell'omonima Santa, Santa Margherita di Antiochia (275 - 20 luglio 290): infatti, ogni anno nel weekend della settimana del 20 luglio, avviene la sagra del paese dedicata alla patrona. Santa Margherita è attraversata dal rio Rebus e dal Rio Remon.

## Monumenti e luoghi d'interesse

### Architetture religiose
- Chiesa di Santa Margherita, parrocchiale, con uno dei campanili più antichi di tutto il Trentino.

### Architetture militari
Caratteristica del paese è la torre romanica, situata accanto alla chiesa, fu fatta costruire nel 1214 dal principe vescovo trentino Federico Vanga a guardia dell'ospizio sulla strada imperiale. L'atto di fondazione fu redatto il 16 ottobre: la chiesa e l'ospizio fortificato dovevano sorgere nel luogo detto "Terabus" situato in principio alla Roda sopra la strada, fra Marco ed Ala, in onore di Dio e Santa Margherita, e doveva essere chiamato "ospizio alle fontane". Era destinato a proteggere i viandanti e combattere ed estirpare i ladroni dai "loro nidi rapaci".

La leggenda narra che la torre fosse stata costruita per controllare che non scoppiassero incendi nei boschi intorno e per vigilare contro i ladri. In località "Cà de l'Ora", infatti, c'era un covo di banditi che assalivano i passanti, li derubavano dei soldi, delle mercanzie e dei cavalli e poi li uccidevano nascondendo i cadaveri nei sotterranei delle case.

### Architetture civili
- Mulini di Santa Margherita, non più in uso e sostituiti da abitazioni private, erano stati edificati lungo il corso originario del Rio della Roggia.